# Maruszkowo
Maruszkowo – osada w Polsce położona w województwie wielkopolskim, w powiecie kościańskim, w gminie Czempiń, przy drodze z Piotrowa Pierwszego do Modrza.
W latach 1975–1998 miejscowość administracyjnie należała do województwa poznańskiego.